# 1479
Il 1479 (MCDLXXIX in numeri romani) è un anno  del XV secolo.

## Eventi
- 25 marzo – Venezia conclude la pace con l'Impero ottomano perdendo tutti i propri possedimenti in Grecia e Scutari.
- 8 maggio – il pontefice Sisto IV emana la prima Bolla di indulgenze per chi recita la preghiera del rosario: la Bolla Ea quae ex fidelium.
- Rientra in Italia, a Milano, Ludovico il Moro.

## Nati
- 12 marzo - Giuliano de' Medici, duca di Nemours, sovrano e poeta italiano († 1516)
- 20 marzo - Ippolito d'Este, cardinale e arcivescovo cattolico italiano († 1520)
- 25 marzo - Basilio III di Russia, principe russo († 1533)
- 15 aprile - Giovanna d'Aragona, regina italiana († 1518)
- 3 maggio - Enrico V di Meclemburgo-Schwerin, duca tedesco († 1552)
- 5 maggio - Guru Amar Das, scrittore indiano († 1574)
- 12 maggio - Pompeo Colonna, cardinale italiano († 1532)
- 13 giugno - Lilio Gregorio Giraldi, umanista italiano († 1552)
- 15 giugno - Lisa Gherardini, nobildonna italiana († 1542)
- 14 agosto - Caterina di York, nobile britannica († 1527)
- 1º settembre - Ottaviano Riario, condottiero e vescovo cattolico italiano († 1523)
- 17 settembre - Celio Calcagnini, umanista, diplomatico e astronomo italiano († 1541)
- 6 novembre - Giovanna di Castiglia, regina († 1555)
- 6 novembre - Filippo I di Baden, nobile tedesco († 1533)
- 12 dicembre - Leandro Alberti, storico, filosofo e teologo italiano († 1552)
- Antoniotto Adorno, doge († 1528)
- Romolo Balsimelli, architetto e scultore italiano
- Lazzaro Bonamico, umanista e scrittore italiano († 1552)
- Charles de Bovelles, filosofo francese
- Giacomo di Braganza, nobile portoghese († 1532)
- Francesco Chieregati, vescovo cattolico italiano († 1539)
- Johann Cochlaeus, teologo e umanista tedesco († 1552)
- Federico Contarini, militare e politico italiano († 1512)
- Zaccaria Ferreri, vescovo cattolico e poeta italiano († 1524)
- Giovanna Piacenza, badessa italiana († 1524)
- Adrien Gouffier de Boissy, cardinale e vescovo cattolico francese († 1523)
- Peter Henlein, orologiaio tedesco († 1542)
- Garcia de Noronha, esploratore e militare portoghese († 1540)
- Diego Sánchez de Badajoz, scrittore portoghese († 1549)
- Angela Sforza, nobile italiana
- Guido Postumo Silvestri, filosofo, poeta e medico italiano († 1521)
- Niccolò Soggi, pittore italiano († 1551)
- Elizabeth Stafford, nobile inglese († 1532)
- Henry Stafford, III conte di Wiltshire, nobile inglese († 1523)
- Giovanni Stewart, conte di Mar, principe scozzese († 1503)
- Gian Niccolò Trivulzio, nobile e condottiero italiano († 1512)
- Vallabha, teologo e filosofo indiano († 1531)
- Francisco de Montejo, esploratore e condottiero spagnolo († 1553)

## Morti
- 18 gennaio - Ludovico IX di Baviera-Landshut, nobile tedesco (n. 1417)
- 20 gennaio - Giovanni II d'Aragona, sovrano (n. 1398)
- 25 gennaio - Diego Hurtado de Mendoza, nobile spagnolo (n. 1417)
- 10 febbraio - Caterina di Kleve, nobile (n. 1417)
- 12 febbraio - Eleonora di Navarra, principessa (n. 1425)
- 19 febbraio - Lucrezia d'Alagno, nobile italiana (n. 1430)
- 6 marzo - Leo von Spaur, vescovo cattolico austriaco (n. 1440)
- 19 marzo - Francesco Della Croce, presbitero italiano
- 2 aprile - Berardo Eroli, cardinale e giurista italiano (n. 1409)
- 18 aprile - Andrea da Montereale, presbitero italiano (n. 1397)
- 7 maggio - Zanobi Machiavelli, pittore e miniaturista italiano (n. 1418)
- 6 giugno - Francesco d'Altobianco Alberti, banchiere e poeta italiano (n. 1401)
- 11 giugno - Giovanni da San Facondo, presbitero spagnolo (n. 1430)
- 17 giugno - Carlo da Montone, nobile e condottiero italiano (n. 1421)
- 29 giugno - Roberto Orsini, nobile e condottiero italiano
- 9 luglio - Giovanni Stewart, conte di Mar, principe scozzese
- 27 luglio - Cristoforo Mantegazza, scultore italiano
- 28 luglio - Sforza Maria Sforza, duca (n. 1451)
- 3 agosto - Antonio Jacopo Venier, cardinale e vescovo cattolico italiano (n. 1422)
- 9 settembre - Pietro Balbi, vescovo cattolico e letterato italiano (n. 1399)
- 10 settembre - Giacomo Ammannati Piccolomini, cardinale, vescovo cattolico e umanista italiano (n. 1422)
- 17 settembre - Cherubino Testa, presbitero italiano (n. 1451)
- 30 settembre - Margherita di Savoia, sovrana (n. 1420)
- 14 ottobre - Margherita di Baviera, principessa (n. 1442)
- 8 dicembre - Braccio Baglioni, condottiero italiano (n. 1419)
- 29 dicembre - Bernardo Bandini Baroncelli, mercante italiano (n. 1420)
- Taddeo Crivelli, pittore italiano (n. 1425)
- Marco Fantuzzi da Bologna, religioso italiano
- Felice Feliciano, umanista italiano (n. 1433)
- Luciano Laurana, architetto italiano
- Jorge Manrique, poeta spagnolo (n. 1440)
- Gherardo II Martinengo, condottiero italiano
- Philippe de Mazerolles, miniatore fiammingo
- Maria di Piero de' Medici, nobildonna italiana (n. 1455)
- Antonio II Moncada, nobile e religioso italiano
- Orso Orsini, condottiero italiano
- Antonio Rossellino, scultore italiano (n. 1427)
- Antonello da Messina, pittore italiano
- Adrian von Bubenberg, militare e politico svizzero (n. 1424)

## Calendario
| Calendario 1479 | Calendario 1479 | Calendario 1479 | Calendario 1479 | Calendario 1479 | Calendario 1479 | Calendario 1479 | Calendario 1479 | Calendario 1479 | Calendario 1479 | Calendario 1479 | Calendario 1479 | Calendario 1479 | Calendario 1479 | Calendario 1479 | Calendario 1479 | Calendario 1479 | Calendario 1479 | Calendario 1479 | Calendario 1479 | Calendario 1479 | Calendario 1479 | Calendario 1479 | Calendario 1479 | Calendario 1479 | Calendario 1479 | Calendario 1479 | Calendario 1479 | Calendario 1479 | Calendario 1479 | Calendario 1479 | Calendario 1479 | Calendario 1479 |
| --------------- | --------------- | --------------- | --------------- | --------------- | --------------- | --------------- | --------------- | --------------- | --------------- | --------------- | --------------- | --------------- | --------------- | --------------- | --------------- | --------------- | --------------- | --------------- | --------------- | --------------- | --------------- | --------------- | --------------- | --------------- | --------------- | --------------- | --------------- | --------------- | --------------- | --------------- | --------------- | --------------- |
|                 | 1               | 2               | 3               | 4               | 5               | 6               | 7               | 8               | 9               | 10              | 11              | 12              | 13              | 14              | 15              | 16              | 17              | 18              | 19              | 20              | 21              | 22              | 23              | 24              | 25              | 26              | 27              | 28              | 29              | 30              | 31              |                 |
| Gennaio         | Ve              | Sa              | Do              | Lu              | Ma              | Me              | Gi              | Ve              | Sa              | Do              | Lu              | Ma              | Me              | Gi              | Ve              | Sa              | Do              | Lu              | Ma              | Me              | Gi              | Ve              | Sa              | Do              | Lu              | Ma              | Me              | Gi              | Ve              | Sa              | Do              |                 |
| Febbraio        | Lu              | Ma              | Me              | Gi              | Ve              | Sa              | Do              | Lu              | Ma              | Me              | Gi              | Ve              | Sa              | Do              | Lu              | Ma              | Me              | Gi              | Ve              | Sa              | Do              | Lu              | Ma              | Me              | Gi              | Ve              | Sa              | Do              |                 |                 |                 |                 |
| Marzo           | Lu              | Ma              | Me              | Gi              | Ve              | Sa              | Do              | Lu              | Ma              | Me              | Gi              | Ve              | Sa              | Do              | Lu              | Ma              | Me              | Gi              | Ve              | Sa              | Do              | Lu              | Ma              | Me              | Gi              | Ve              | Sa              | Do              | Lu              | Ma              | Me              |                 |
| Aprile          | Gi              | Ve              | Sa              | Do              | Lu              | Ma              | Me              | Gi              | Ve              | Sa              | Do              | Lu              | Ma              | Me              | Gi              | Ve              | Sa              | Do              | Lu              | Ma              | Me              | Gi              | Ve              | Sa              | Do              | Lu              | Ma              | Me              | Gi              | Ve              |                 |                 |
| Maggio          | Sa              | Do              | Lu              | Ma              | Me              | Gi              | Ve              | Sa              | Do              | Lu              | Ma              | Me              | Gi              | Ve              | Sa              | Do              | Lu              | Ma              | Me              | Gi              | Ve              | Sa              | Do              | Lu              | Ma              | Me              | Gi              | Ve              | Sa              | Do              | Lu              |                 |
| Giugno          | Ma              | Me              | Gi              | Ve              | Sa              | Do              | Lu              | Ma              | Me              | Gi              | Ve              | Sa              | Do              | Lu              | Ma              | Me              | Gi              | Ve              | Sa              | Do              | Lu              | Ma              | Me              | Gi              | Ve              | Sa              | Do              | Lu              | Ma              | Me              |                 |                 |
| Luglio          | Gi              | Ve              | Sa              | Do              | Lu              | Ma              | Me              | Gi              | Ve              | Sa              | Do              | Lu              | Ma              | Me              | Gi              | Ve              | Sa              | Do              | Lu              | Ma              | Me              | Gi              | Ve              | Sa              | Do              | Lu              | Ma              | Me              | Gi              | Ve              | Sa              |                 |
| Agosto          | Do              | Lu              | Ma              | Me              | Gi              | Ve              | Sa              | Do              | Lu              | Ma              | Me              | Gi              | Ve              | Sa              | Do              | Lu              | Ma              | Me              | Gi              | Ve              | Sa              | Do              | Lu              | Ma              | Me              | Gi              | Ve              | Sa              | Do              | Lu              | Ma              |                 |
| Settembre       | Me              | Gi              | Ve              | Sa              | Do              | Lu              | Ma              | Me              | Gi              | Ve              | Sa              | Do              | Lu              | Ma              | Me              | Gi              | Ve              | Sa              | Do              | Lu              | Ma              | Me              | Gi              | Ve              | Sa              | Do              | Lu              | Ma              | Me              | Gi              |                 |                 |
| Ottobre         | Ve              | Sa              | Do              | Lu              | Ma              | Me              | Gi              | Ve              | Sa              | Do              | Lu              | Ma              | Me              | Gi              | Ve              | Sa              | Do              | Lu              | Ma              | Me              | Gi              | Ve              | Sa              | Do              | Lu              | Ma              | Me              | Gi              | Ve              | Sa              | Do              |                 |
| Novembre        | Lu              | Ma              | Me              | Gi              | Ve              | Sa              | Do              | Lu              | Ma              | Me              | Gi              | Ve              | Sa              | Do              | Lu              | Ma              | Me              | Gi              | Ve              | Sa              | Do              | Lu              | Ma              | Me              | Gi              | Ve              | Sa              | Do              | Lu              | Ma              |                 |                 |
| Dicembre        | Me              | Gi              | Ve              | Sa              | Do              | Lu              | Ma              | Me              | Gi              | Ve              | Sa              | Do              | Lu              | Ma              | Me              | Gi              | Ve              | Sa              | Do              | Lu              | Ma              | Me              | Gi              | Ve              | Sa              | Do              | Lu              | Ma              | Me              | Gi              | Ve              |                 |